# Harmonisation (facture instrumentale)
Pour les articles homonymes, voir Harmonisation.
En facture instrumentale, l’harmonisation est l'action artistique exercée sur différents éléments d'un instrument, afin de travailler le timbre de celui-ci : c'est le travail de l'harmoniste.
- Le bec d'un clavecin — en plume, en plastique, en cuir — est taillé avec un scalpel pour lui donner la force, la douceur, la souplesse qui va déterminer le timbre.

- Le tuyau d'un orgue est harmonisé de manière différente selon le type auquel il appartient :
  - pour un tuyau d'anches, c'est la languette dont on va travailler la courbure et ajuster la longueur du tuyau appelé résonnateur ;
  - pour un tuyau de fond, c'est le biseau, lèvres de la bouche, ouverture du trou du pied qui seront ajustés.

- Le feutre des marteaux d'un piano, est piqué à l'aide d'aiguilles pour lui donner la consistance voulue.